# 吉田健悟
吉田 健悟（よしだ けんご、1993年3月17日 - ）は、日本の俳優。広島県広島市出身。ケイファクトリー所属。
新国立劇場演劇研修所7期生卒

## 出演

### 映画
- 暗殺教室〜卒業編〜（2016年3月25日、東宝）
- ピーチガール（2017年5月20日、松竹）
- 犬鳴村（2020年2月7日、東映）
- 燃えよ剣（2021年10月15日[1]、東宝 / アスミック・エース） - 原田左之助 役[2]
- スイート・マイホーム（2023年9月1日、日活 / ジャンゴフィルム） - 上林 役

### テレビドラマ
- アゲイン!!（2014年、TBS）
- 地球防衛機構（株）（2015年10月、NHK Eテレジャッジ）
- 螻蛄（2016年2月、BSスカパー!）
- おんな城主 直虎（2017年、NHK大河ドラマ） - カジ 役
- ウチの夫は仕事ができない（2017年、日本テレビ）
- 黒革の手帖（2017年、テレビ朝日）
- カンナさーん!（2017年、TBS）
- ゼブラ 第1話（2019年2月21日、CBCテレビ）
- ダイイング・アイ（2019年3月 - 4月、WOWOW） - 榎木健太 役
- 4分間のマリーゴールド（2019年10月 11日 - 12月13日、TBS） - 田中佑大 役
- 決してマネしないでください。  第8話（2019年12月14日、NHK）
- 70才、初めて産みますセブンティウイザン。（2020年4月5日 - 5月24日、NHK BSプレミアム） - 沢口 役
- 正しいロックバンドの作り方（2020年4月21日 - 、日本テレビ） - 小鳩のぼる 役[3][4]
- ハコヅメ〜たたかう！交番女子〜第1話（2021年7月7日、日本テレビ） - ひったくり犯 役
- 真犯人フラグ（2021年10月10日 - 2022年3月13日、日本テレビ） - 落合和哉 役[5]
- ナンバMG5 第1話（2022年4月13日、フジテレビ） - 火野将人 役
- パンドラの果実 SCIS 科学犯罪捜査班 第2話（2022年4月30日、日本テレビ） - 三ツ矢純 役
- 刑事7人 Season8 第5話（2022年8月10日、テレビ朝日） - 赤塚勝 役
- ファーストペンギン! 第6話（2022年11月9日） - 藤原侑一 役
- イチケイのカラス スペシャル（2023年1月14日） - 鳥山勝 役
- 24時間テレビ ドラマスペシャル『虹色のチョーク 知的障がい者と歩んだ町工場のキセキ』（2023年8月26日、日本テレビ） - 森川真一 役[6]
- 新空港占拠 第3話 - 第7話（2024年1月27日 - 2024年2月24日、日本テレビ） - 綾部朔 役[7]
- 花咲舞が黙ってない 第3シリーズ 第5話（2024年5月11日、日本テレビ） - 後藤涼太 役[8]
- マウンテンドクター（2024年7月8日 - 9月16日、関西テレビ・フジテレビ） - 清水幹太 役[9]
- バントマン 第4話（2024年11月2日、東海テレビ・フジテレビ系） - 垣沼望 役[10]
- 民王R 第7話（2024年12月3日、テレビ朝日） - 四谷純 役
- あらばしり（2025年1月10日 - 3月28日、読売テレビ） - 篠峯 役[11]

### 舞台
- 9階の42号室（新国立劇場）（2014年）作：飯沢匡　演出：栗山民也
- 御ゑん祭（ﾊﾟﾝﾀﾞ・ﾗ・ｺﾝﾁｬﾝｺﾝﾋﾟｱﾙﾊﾞﾑ）(青山円形劇場)（2014年）総合演出：近藤芳正　作・演出：鎌田順也
- The long road(劇･小劇場)(2015年)作：シーラ・スティーブンソン　翻訳：芦沢みどり　演出：山下悟
- ミセス・サヴェッジ（新国立劇場）（2015年）作：ジョン・パトリック　演出：山下悟　翻訳：安達紫帆
- 1F PLAYS(中野ザ・ポケット）作・演出：古城十忍
- マクベス（東京グローブ座）（2016年）作：W・シェイクスピア　訳：小田島雄志　演出：鈴木裕美
- Take me out (DDD AOYAMAクロスシアター他）（2016年12月）　翻訳：小川絵梨子　演出：藤田俊太郎
- 春のめざめ（神奈川芸術劇場他）（2017年5月～6月）　構成・演出：白井晃
- アンナ・クリスティ（2018年7月 - 8月、よみうり大手町ホール / 梅田芸術劇場、演出：栗山民也） - ジョンソン 役
- 正しいロックバンドの作り方（2020年8月9日 - 30日、東京グローブ座 / 9月2日 - 8日、梅田芸術劇場シアター・ドラマシティ）[12]
- リーディングアクト「六人の嘘つきな大学生」（2022年6月22日 - 25日、渋谷区文化総合センター大和田 さくらホール） - 袴田亮 役[13]
- 舞台「ハリー・ポッターと呪いの子」（2023年1月20日 - 2023年6月30日 TBS赤坂ACTシアター）

### ネット配信
- 真犯人フラグアフターストーリー ｢おっちーとコージーの事件簿｣ （2022年3月27日～配信中、Hulu）[14]

### CM
- ネスカフェ バリスタ 「アンバサダーになろう。」篇（2016年3月-）
- 東日本旅客鉄道 (JR東日本)「JR SKISKI」（2018年12月）
- ドミノ・ピザ「バーガーピザ・クワトロ」（2023年1月）

### その他
- シャキーン!（2015年）